# وحدت‌آباد (بهاباد)
وحدت‌آباد یا زیرکوییه روستایی در دهستان آسفیج بخش آسفیج شهرستان بهاباد استان یزد ایران است.

## جمعیت
بر پایه سرشماری عمومی نفوس و مسکن در سال ۱۳۹۵ جمعیت این روستا ۲۵۵ نفر (۷۳خانوار) بوده‌است.